# جوليا فانس
جوليا فانس (بالنرويجية البوكمول: Julia Vance)‏ هي نحّاتة ورسامة توضيحية نرويجية، ولدت في 13 يوليو 1968.

## وصلات خارجية
- الموقع الرسمي